# Spaniens håndboldforbund
Real Federación Española de Balonmano (RFEB) er den spanske håndboldforbund. Forbundet er medlem af det europæisike håndboldforbund, European Handball Federation (EHF) og det internationale håndboldforbund, International Handball Federation (IHF). Forbundet har ansvaret for herrelandsholdet, damelandsholdet og det nationale strandholdboldslandshold.